# Lexus LF-A (2007)
Lexus LF-A – koncepcyjny supersamochód należącej do koncernu Toyota firmy Lexus. Pierwszą wersję zaprezntowano w roku 2005 na North American International Auto Show w Detroit, drugą w tym samym miejscu w roku 2007. Oznaczenie modelu jest skrótem od „Lexus Future - Advanced”.
Wyczynowe coupe miało napęd na tylne koła i 10-cylindrowy silnik widlasty.
Pojazd koncepcyjny był pierwowzorem Lexusa LFA.